# Миграционная модель Тодаро
Миграционная модель Тодаро – теория, объясняющая миграцию из села в город как экономически рациональный процесс, несмотря на высокий уровень безработицы в городах. Работники сравнивают свои ожидаемые доходы в городе и начинают переселение из села в случае, если эти ожидаемые доходы превышают их средний уровень доходов в селе. Модель разработана в 1969 году американским экономистом Майклом Тодаро.
Модель Харриса — Тодаро – равновесная ситуация миграционной модели Тодаро, при которой ожидаемые доходы сравняются в сельских и городских секторах с учётом неформального сектора и полной безработицы. Модель разработана в 1970 году американскими экономистами М. Тодаро и Дж. Харрисом.
Парадокс Тодаро – любые мероприятия, направленные на улучшение городской экономики, которые приводят к росту городской безработицы, так как эти улучшения стимулируют ещё большую миграцию с сельских территорий.

## История создания
Критика модели Льюиса в части того, что урбанизация стимулирует не только экономический рост, но ведёт к росту безработицы в городах, приводит к тому, что в 1969 году выходит статья М.Тодаро «Модель трудовой миграции и городской безработицы в слаборазвитых странах», в которой впервые представлена была миграционная модель Тодаро (англ. Todaro Migration Model) и указан парадокс Тодаро (англ. Todaro Paradox).
А в 1970 году публикуется статья М.Тодаро и Дж. Харриса «Миграция, безработица и развитие: двухсекторный анализ», в которой впервые демонстрируется модель Харриса - Тодаро.

## Определение
Миграция из села в город, несмотря на высокий уровень безработицы в городах, осуществляется, когда приведённая стоимость ожидаемых доходов будет превышать средний уровень доходов сельского населения в рамках миграционной модели Тодаро.
Парадокс Тодаро – это любые мероприятия, направленные на улучшение городской экономики, которые приводят к росту городской безработицы, так как эти улучшения стимулируют ещё большую миграцию с сельских территорий. 
Модель Харриса – Тодаро — равновесная ситуация миграционной модели Тодаро, при которой ожидаемые доходы сравняются в сельских и городских секторах с учётом неформального сектора и полной безработицы.

## Миграционная модель Тодаро
Допущения
Миграционная модель Тодаро имеет ряд предпосылок:
- экономика состоит из двух секторов: аграрный ({\displaystyle A}) и промышленный ({\displaystyle M});
- спрос на труд в аграрном секторе - {\displaystyle AA^{1}}, в промышленном – {\displaystyle MM^{1}};
- убывающая предельная производительность труда (снижающиеся кривые спроса);
- общее количество рабочей силы {\displaystyle L=O_{A}O_{M}} равна занятым в аграрном секторе {\displaystyle L_{A}} и занятым в промышленном {\displaystyle L_{M}};
- кривая {\displaystyle qq^{1}} — совокупная зарплата в городе при фиксированном доходе {\displaystyle L_{M}}x{\displaystyle W_{M}}, демонстрирует возможности миграции работников в город.

Графическое изображение модели Тодаро
На рисунке «Миграционная модель Тодаро», составленная впервые в статье  Макса Кордена и Р. Финдлей «Городская безработица, межсекторная мобильность капитала, и политика развития» указано, что: 
- при совершенной конкуренции зарплата в секторах находится на равновесном уровне и достигнута полная занятость:

{\displaystyle W_{M}^{1}=W_{A}^{1}},
{\displaystyle O_{A}L_{A}^{1}+L_{M}^{1}O_{M}=O_{A}O_{M}};
- при уровне зарплаты в промышленности {\displaystyle W_{M}} установится занятость в промышленном секторе на уровне {\displaystyle L_{M}O_{M}}, а в аграрном {\displaystyle L_{A}O_{A}} с зарплатой на уровне {\displaystyle W_{A}^{2}}. Положительная разница в уровнях зарплаты {\displaystyle W_{M}-W_{A}^{2}} становится источником миграции из села в город. А отношение занятых в промышленности ({\displaystyle L_{M}=L_{M}O_{M}}) к общему количеству занятых в городе ({\displaystyle L_{U}}) является вероятностью трудоустройства бывших сельских работников в городе ({\displaystyle {\frac {L_{M}O_{M}}{L_{U}}}}). Таким образом, зарплата в аграрном секторе, при которой сельский работник был бы безразличен к миграции в город, равна:

{\displaystyle W_{A}={\frac {L_{M}O_{M}}{L_{U}}}W_{M}};
- таким образом, при нейтральном отношении мигранта к риску в точке {\displaystyle Z} устанавливается равновесный уровень пересечения кривых {\displaystyle AA^{1}} и {\displaystyle qq^{1}}, где определяется уровень занятых в аграрном секторе {\displaystyle O_{A}L_{A}} и занятых в промышленности на уровне занятых {\displaystyle O_{M}L_{M}}, зарплата в аграрном секторе {\displaystyle W_{A}} и уровень безработицы {\displaystyle L_{U}=O_{M}L_{A}-O_{M}L_{M}};
- а с учётом риска кривая {\displaystyle q_{1}q^{1}} сдвигается вниз, и равновесная зарплата {\displaystyle W_{A}^{3}} снижается по отношению к {\displaystyle W_{A}}, сокращается и безработица до  {\displaystyle L_{U}^{1}};
- если учитывать, что в городе появляется возможность работать в неформальном секторе, то кривая  {\displaystyle qq^{1}} сдвигается вверх, увеличивая уровень безработицы и сам неформальный сектор экономики города.

## Парадокс Тодаро
Рост занятости в городе приводит к росту уровня безработицы, так как каждая новая вакансия может привлекать в город дополнительно до 3-4 сельских работников. 
Рост образования, неподкрепленный созданием новых рабочих мест, ухудшает экономическую ситуацию в стране, так как затраты общества на образование приводят к снижению отдачи от него, а бывшие студенты пополнят ряды уже высокообразованных безработных.
Перенаселенность городов можно объяснить и тем, что при принятии решения о миграции основополагающую роль играют факторы «выталкивания» (например, рост механизации и автоматизации сельского хозяйства, рост импорта продовольствия, засуха), а не факторы «притяжения».

## Свойства модели
Миграционная модель Тодаро учитывает четыре группы факторов миграции:
1. экономические выгоды (сравнение относительных выгод и издержек) и психологическая мотивация;
2. сравнение ожидаемых уровней оплаты труда в городе и в селе с учётом вероятности получения работы в городе;
3. уровень городской занятости, который прямо влияет на вероятность получения работы, и уровень городской безработицы, который прямо пропорционален вероятности получения её;
4. существенные различия в ожидаемых уровнях доходов в городе и в селе, что приводит к миграции выше возможного поглощения дополнительной рабочей силы, что в свою очередь неизбежно приводит к высокому уровню безработицы в городе.

Миграционная модель Тодаро имеет пять следствий для стратегии экономического развития:
1. уменьшение различия между городом и селом в части занятости позволит снизить социальные издержки от миграции, которые могут существенно превышать личные выгоды мигрантов;
2. увеличение рабочих мест в городе приводит к росту различий доходов между городом и селом, снижая вероятность трудоустройства в городе и объёмы производства в селе;
3. ограничение инвестиций в образование до уровня абсорбционного позволит экономике  поглощать то количество образованных людей, которое выпускается в текущем периоде;
4. субсидирование зарплаты стимулирует формирование трудоёмких видов производств, что вызывает дополнительную миграцию и дополнительное количество безработных;
5. развитие сельских территорий смягчает уровень безработицы в селе.

В целом М.Тодаро на основе эмпирических исследований выделяет 10 ключевых элементов стратегии экономического развития в части миграции и занятости:
1. создание экономического равновесия между городом и селом,
2. расширение малого предпринимательства и трудоёмкого производства,
3. устранение искажение в ценах факторов производств,
4. выбор соответствующих трудоёмких технологий в производстве,
5. модификация прямой зависимости между системой образования и занятостью,
6. снижение темпов роста населения,
7. децентрализация власти в городах и районах в части ускоренной помощи населению,
8. мобилизация неиспользованных возможностей для городской динамики,
9. мероприятия в отношении потребностей жителей, живущих в крайней степени бедности, в условиях городских трущоб,
10. прогнозирование и содействие размещению «климатических» мигрантов[англ.].